# Elise Riesel
Elise Riesel, geborene Grün (in Russland auch bekannt als Элиза Генриховна Ризель/Elisa Genrichovna Rizel; * 12. Oktober 1906 in Wien; † 28. September 1989 in Moskau), war eine österreichisch-sowjetische Germanistin, Sprachwissenschaftlerin und Stilforscherin.

## Leben

### Herkunft, Ausbildung und Leben in Österreich
Sie kam als Tochter des Arztes Heinrich Grün und der Musiklehrerin Matilde Grün, geborene Goldstein, zur Welt und war jüdischen Glaubens. An den Besuch eines Gymnasiums mit abgelegter Matura im Jahr 1925 schlossen sich ein Studium der Germanistik und eine Lehramtsausbildung an der Pädagogischen Hochschule Wien bis 1927 sowie der Universität Wien bis 1929 an. 1930 wurde sie mit der Dissertation Das neulateinische Drama der Protestanten vom Augsburger Religionsfrieden bis zum Dreißigjährigen Krieg bei Robert Franz Arnold und Dietrich Kralik promoviert. Bereits seit 1928 war sie als Deutschlehrerin an einer Wiener Volksschule tätig und wechselte 1930 in gleicher Funktion an ein Gymnasium. 1932 heiratete sie den Maschineningenieur, Technischen Zeichner und Bergbauplaner Josef Riesel (* 1901; † ?), der im Dezember des Vorjahres in die Sowjetunion ausgewandert war. Ihre Anstellung als Lehrerin verlor sie infolge ihrer Teilnahme am Februaraufstand 1934 und im Sommer wurde sie zur Ausreise nach Moskau gezwungen.

### Leben in der Sowjetunion und wissenschaftliche Karriere
Riesel reiste gemeinsam mit Grete Birkenfeld mit Zustimmung der entsprechenden sowjetischen Parteiinstanzen ein und besaß den Status einer politischen Emigrantin, was diverse politische und soziale Vergünstigungen zur Folge hatte. Zusammen mit ihrem Ehemann war sie in den Jahren 1934 und 1935 an der Moskauer Karl-Liebknecht-Schule beschäftigt, wo sie als Deutschlehrerin die fünfte Klasse leitete. Aus ideologischen Gründen war es ihr lediglich erlaubt, Schüler der Mittelstufe zu unterrichten, wofür sie aber Verständnis zeigte. Ab 1935 arbeitete sie als Hochschullehrerin für Germanistik am Moskauer Institut für Geschichte, Philosophie und Literatur. Dem Ehepaar Riesel wurde 1936 die sowjetische Staatsbürgerschaft zugesprochen. Nach einer neuerlichen Promotion (in der Sowjetunion „Kandidatenarbeit“ genannt) 1938 über Das neulateinische protestantische Drama im 16. Jahrhundert wurde Riesel in den Grad einer Dozentin hochgestuft. Zwischen 1941 und 1943 aus Sicherheitsgründen nach Jekaterinburg evakuiert, hatte Elise Riesel an der dortigen Pädagogischen Hochschule den Lehrstuhl für Germanistik inne. Nach der Rückkehr nach Moskau war sie bis 1945 Dozentin für Germanistik und Lehrstuhlinhaberin für Romano-germanische Philologie an der Lomonossow-Universität. Während dieser Zeit verfasste sie ihre Habilitationsschrift (in der Sowjetunion „Doktorarbeit“ genannt) über Deutsche Zaubersprüche, wobei sie ein besonderes Augenmerk auf die Merseburger Zaubersprüche richtete. 1944 erfolgte ihre Habilitation.
Nach dem Ende des Zweiten Weltkrieges lebte Riesel zwischen 1945 und 1947 wieder in Wien und arbeitete in der Schulwissenschaftlichen Abteilung des Bundesministeriums für Unterricht. In diesen Jahren gehörte sie auch der Kommunistischen Partei Österreichs an. 1947 erhielt sie eine Professur für Germanistik und Stilistik an der Pädagogischen Hochschule für Fremdsprachen in Moskau. In den 1960er Jahren hielt sie zahlreiche Gastvorträge im Ausland, unter anderem an der Humboldt-Universität zu Berlin, der Technischen Universität Dresden, der Martin-Luther-Universität Halle-Wittenberg, der Universität Leipzig und der Friedrich-Schiller-Universität Jena. Zwar wurde Elise Riesel 1982 emeritiert, doch war sie bis zu ihrem Tod weiterhin als konsultierende Professorin an ihrem ehemaligen Lehrstuhl tätig.
Elise Riesel war die erste Sprachwissenschaftlerin, die sich in theoretischer Betrachtungsweise mit nationalen Varianten von Standardsprachen auseinandersetzte. Mit ihr fand die Auffassung von der funktionalen Differenziertheit der Sprache, die mittlerweile in der stilistischen und varietätenlinguistischen Fachliteratur einen festen Platz hat, Eingang in die Germanistik. 1953 befasste sie sich in ihrem russisch abgefassten Aufsatz Zur Frage der nationalen Sprache in Österreich mit „nationalen Besonderheiten“ des Österreichischen Deutsch. Ab 1962 unterschied sie zwischen verschiedenen „nationalen Varianten (Ausprägungen) der deutschen Literatursprache“, womit sie sich auf ihr Heimatland, Deutschland und die Schweiz bezog. Sie sah erstmals das Österreichische Deutsch als eigenständige, nationale Sprache an, differenzierte in ihrer Terminologie jedoch noch nicht zwischen sprachlichen Varianten und sprachlicher Varietät. Darüber hinaus gilt Riesel als Begründerin der Funktionalstilistik und nahm in ihren Arbeiten fünf Klassen von Funktionalstilen in der neueren Sprache an:
1. Stil des Alltagsverkehrs
2. Stil der schönen Literatur (Belletristik)
3. Stil der Publizistik
4. Stil des öffentlichen (amtlichen) Verkehrs
5. Stil der Wissenschaft/Stil der Fachkommunikation

## Ehrungen
- 1963: F.-C.-Weiskopf-Preis

## Veröffentlichungen (Auswahl)
- et al.: Erzählungen und Gedichte – Für die 8. und 9. Klasse der Mittelschule. Staatsverlag für Lehrbücher und Pädagogik des Volkskommissariats für Volksbildung der RSFSR, Moskau, 1940
- Zur Frage der nationalen Sprache in Österreich. Aufsatz von 1953
- Abriß der deutschen Stilistik. Verlag für fremdsprachige Literatur, Moskau, 1954
- Studien zu Sprache und Stil von Schillers „Kabale und Liebe“. Verlag für fremdsprachige Literatur, Moskau, 1957
- Stilistik der deutschen Sprache. Verlag für fremdsprachige Literatur, Moskau, 1959
- Aus der Werkstatt für stilkundliche Wortschatzarbeit. In: Sonderveröffentlichung der Zeitschrift „Sprachpflege“, 1964
- mit Walter Dietze (Hrsg.): Der Stil der deutschen Alltagsrede. Reclam-Verlag, Leipzig, 1970
- Theorie und Praxis der linguostilistischen Textinterpretation. Hochschulverlag, Moskau, 1974
- mit Evgenia Schendels: Deutsche Stilistik. Hochschulverlag, Moskau, 1975